# Společnost pro obranu svobody projevu
Společnost pro obranu svobody projevu (SOSP) je český zapsaný ústav a think tank, který udává svůj účel jako ochranu svobody projevu v zemi. Organizace vznikla v lednu 2021 v návaznosti na iniciativu Stop cenzuře, která v září 2020 zveřejnila petici proti omezování svobody slova na sociálních sítích.

## Vznik
Iniciativu Stop cenzuře rozjel Daniel Vávra ze studia Warhorse Studios spolu s publicistou Marianem Kechlibarem, konzultantem Vlastimilem Veselým s dalšími osobnostmi v září 2020 a její součástí se stala internetová petice „Zastavme nové formy cenzury“ na webu Petice.com. Mezi signatáři byli v počátcích například publicista Ondřej Neff, publicista Jefim Fištejn, šéfredaktor Reflexu Marek Stoniš, podnikatel a politik Stanislav Bernard, investor a politik Zbyněk Passer, mluvčí prezidenta Jiří Ovčáček, europoslanec Alexandr Vondra, poslanec Marek Benda či senátorka Jitka Chalánková. Iniciativa žádala právní úpravu, která by vytvořila pravidla pro světové sociální sítě, které dle petentů mažou či blokují nejrůznější legální příspěvky a také blokují uživatele ve veřejném informačním prostoru. Internetová petice v prním měsíci po spuštění získala 10 tisíc podpisů a za 5 měsíců přes 22 tisíc podpisů. Dne 6. prosince 2022 petici projednal Petiční výbor Poslanecké sněmovny Parlamentu České republiky, 13. dubna 2023 se zástupci petentů obsah petice projednal Mediální výbor, po kterém navrhovatelé jednali i se zástupci vlády.
Organizace vznikla v návaznosti na tuto iniciativu 28. ledna 2021 a jejími zakladateli se stali Daniel Vávra a Vlastimil Veselý. Struktura SOSP částečně navázala na předchozí konzervativní think tank Institut 2080, jehož struktura stála v roce 2015 u vzniku strany Petra Robejška Realisté. Kromě zakládající dvojice SOSP uváděl k březnu 2023 Gabrielu Sedláčkovou a Natálii Vachatovou jako projektové manažerky a jako členy poradního sboru Martinu Kociánovou, Ivo Budila, Mariana Kechlibara, Petra Druláka, Janu Zwyrtek Hamplovou a Zbyňka Passera.

## Působení
Společnost pro obranu svobody projevu kritizovala zablokování několika českých webů, které 25. února 2022 zablokovala po konzultaci s vládou České republiky organizace poskytovatele domén CZ.NIC. Tyto i další domény byly následně po koordinaci s vládou zablokovány i ze strany několika internetových operátorů. 25. května 2022 CZ.NIC blokaci skupiny webů ukončila. V únoru 2024 Městský soud v Praze rozhodl, že blokování webů ze strany operátorů bylo nezákonné.
Pivovar Bernard ve spolupráci s SOSP v říjnu 2022 spustil kampaň proti cenzuře a na podporu organizace.
V prosinci 2023 zaslala společnost k příležitosti Dne lidských práv otevřený dopis premiérovi Petru Fialovi, ve kterém se ohrazuje proti aktivitám monitorování nálad ve společnosti, návrhu na omezení obsahu ohrožující národní bezpečnost či boj s dezinformacemi z prostředí ministerstva vnitra pod vedením ministra Víta Rakušana.
Dne 12. října 2024 společnost uspořádala v hotelu Samechov ve středočeských Choceradech první konzervativní kemp. Mezi účastníky byli například Alexandr Vondra (ODS), Jan Zahradil (ODS), Patrik Nacher (ANO), Ondřej Dostál (Stačilo!), Jiří Kobza (SPD), Radek Vondráček (ANO), Aleš Juchelka (ANO), Petr Macinka (Motoristé sobě), Daniela Kovářová, energetický podnikatel Pavel Tykač, Dalibor Balšínek (Echo 24), Marek Stoniš (TO), Roman Joch, Michal Semín, Ladislav Jakl, Pavel Matocha, Ivo Budil, Martina Kociánová (Radio Universum) či Jana Jochová (Aliance pro rodinu).
V listopadu 2024 SOSP rozdala v divadle Royal na pražských Vinohradech Ceny za svobodu projevu. Porota vedená Vadimem Petrovem udělila sedm cen: Sdružení mikrobiologů, imunologů a statistiků (SMIS), týdeník Echo24, Institut Václava Klause, politolog Petr Drulák, epidemiolog a vakcinolog Jiří Beran, lékař a kanoista Lukáš Pollert, publicistka Cecílie Jílková. Čestné uznání si vysloužil poslanec Oldřich Kužílek za spoluautorství zákona o svobodném přístupu k informacím. Anticenu udělila kolektivně „všem bojovníkům za cenzuru, omezování svobody slova a jejich věrným a ochotným spolupracovníkům“. V porotě byli kromě Petrova také členové mediálních rad Pavel Matocha a Angelika Bazalová, ombudsman Stanislav Křeček, novinář Zbyněk Petráček, moderátorka Martina Kociánová, komentátoři Miroslav Korecký a Karolina Stonjeková, šéfredaktor Deníku TO Marek Stoniš a herec Marek Vašut.
V květnu 2025 uspořádala společnost další akci nazvanou Konzervativní kemp, která se konala v Hotelu Jezerka v Seči u Chrudimi. Mezi řečníky vystoupili například zástupci různých politických stran jako ANO, ODS, KDU-ČSL, Motoristé sobě, SPD či Stačilo!.
V červenci 2025 Společnost pro obranu svobody projevu kritizovala maďarskou vládu premiéra Viktora Orbána za zákaz festivalu Budapest Pride.
Společnost provádí analýzu případů cenzury na sociálních sítích. Zaměřuje se na kritiku a právní rozbory návrhů nařízení a zákonů Evropské unie, které mohou u provozovatelů sociálních sítí iniciovat ještě větší cenzurní zásahy do obsahu uživatelů. Společnost uděluje každoroční ceny za svobodu projevu v několika kategoriích.
Na mezinárodní scéně úzce spolupracuje s organizací Free Speech Union (FSU), kterou založil britský konzervativní komentátor a člen Sněmovny lordů Toby Young.

## Kritika
Společnost pro obranu svobody projevu je někdy kritizována pro nedostatečně svobodný přístup k svobodě projevu, kdy ve svém přístupu chce zasahovat do svobody majitelů sociálních sítí a platforem, které si sami určují podmínky jejich užívání. Kritizována je také z nedostatečně obecného a přílišného konzervativního zamřenění. Ze strany libertariánských myslitelů, jako je například anarchokapitalista Urza, je organizace kritizována pro nedostatečný prostor pro kritiku verbálních trestných činů, které nemají přímé oběti.
Centrum proti hybridním hrozbám (CHH) spadající pod ministerstvo vnitra v dubnu 2023 upozornilo na to, že SOSP používá některé problematické postupy, jako je šíření dezinformací či konspirační uvažování.